# Новонікольське (Новонікольський сільський округ)
Новоні́кольське (каз. Новоникольск) — село у складі Кизилжарського району Північноказахстанської області Казахстану. Адміністративний центр Новонікольського сільського округу.
Населення — 1474 особи (2021; 1238 у 2009, 1233 у 1999, 1166 у 1989).
Національний склад станом на 1989 рік:
- росіяни — 73 %.